# 岩井健浩
岩井 健浩（いわい たけひろ、1968年1月14日 - ）は、TBSテレビの社員で、同局元アナウンサー、テレビプロデューサー。
長崎県佐世保市生まれ。TBSテレビ情報制作局情報1部チーフプロデューサー。慶應義塾高等学校、慶應義塾大学法学部法律学科卒業。ダイビングが得意でライセンスを持つ。

## 略歴・人物
1990年4月、TBS（旧法人）にアナウンサー26期生として入社。同期は有村美香、渡辺真理、田中宏明。
主に報道・情報番組を担当。週末アシスタントを務めた『JNNニュースの森』では一時期、ディレクターも兼務していた。その後は取材 ・ レポートなど外回りの仕事が多かった。2011年9月30日の『Nスタ』（関東ローカルパート）でスタジオに登場し、当日をもって番組を卒業するとともに、今後は朝の番組（後述）のプロデューサーを務めることを明かした。

## 出演番組
- TBS系列夕方のニュース番組
  - JNNニュースの森（1996年10月 - 2005年3月、テレビ）週末版サブ＆スポーツキャスター、ディレクター[4][5]
  - イブニング・ファイブ（2005年 - 2009年、テレビ）ニュースレポーター
  - 総力報道!THE NEWS（2009年 - 2010年、テレビ）取材キャスター
  - イブニングワイド（2009年 - 2010年、テレビ）取材キャスター
  - Nスタ（2010年 - 2011年、テレビ）取材キャスター
- JNNスポーツ&ニュース（テレビ）[4][5]
- はなまるマーケット（1997年、テレビ）リポーター[4][5]
- エクスプレス（テレビ）リポーター[4]
- サンデージャポン（不定期、テレビ） - 『総力報道!THE NEWS』などの取材映像の流用で出演したことがあった。「サンジャポジャーナリストの憧れ」とされており、『サンデージャポン』の取材を受けたこともある。

## 制作番組
- みのもんたの朝ズバッ! → 朝ズバッ!（チーフプロデューサー [6][7]）